# Gerald Möckel
Gerald Möckel (* 17. September 1935 in Chemnitz; † 1. Mai 2012 in Friedland) war ein deutscher Diplomat. Er war Botschafter der DDR in Nicaragua und Ecuador.

## Leben
Möckel, Sohn eines Drehers, studierte nach dem Abitur von 1954 bis 1960 am Institut für Internationale Beziehungen in Moskau Außenpolitik mit dem Schwerpunkt Lateinamerika und schloss sein Studium als Diplomstaatswissenschaftler ab. 
Ab 1960 arbeitete Möckel für das Ministerium für Auswärtige Angelegenheiten der DDR (MfAA), ab 1961 in der 5. Außereuropäischen Abteilung (Lateinamerika) des MfAA. Zwischen 1962 und 1967 war er Spanisch-Redakteur der Zeitschrift Außenpolitische Korrespondenz, die von der Hauptabteilung Presse des MfAA herausgegeben wurde. Von 1967 bis 1968 war er Attaché an der Botschaft der DDR in Havanna. Zwischen 1968 und 1970 wirkte er als Sektorenleiter Mittelamerika in der 5. Außereuropäischen Abteilung des MfAA. Von 1970 bis 1973 war er stellvertretender Leiter der DDR-Handelsvertretung in Uruguay. Anschließend war er von 1973 bis 1979 Mitarbeiter der Abteilung IV (Internationale Beziehungen) des ZK der SED. Sein Arbeitsschwerpunkt dort waren die politischen Parteien in Lateinamerika. Von 1980 bis 1983 wirkte er als erster Botschafter der DDR in Managua. Zwischen 1983 und 1987 fungierte er erneut als Sektorenleiter in der Abteilung Lateinamerika des MfAA diesmal zuständig für gesamtlateinamerikanische Fragen. Von 1987 bis 1990 wirkte er schließlich als Botschafter der DDR in Quito.

## Werke
- (zusammen mit Edgar Fries): Die Völker Lateinamerikas kämpfen um ihre zweite Befreiung. – In: Deutsche Außenpolitik 10, Heft 12 (1965), S. 1481–1492.
- Mexikos Kommunisten kämpfen um volle Legalität. – In: Neuer Weg, Heft 15 (1977), S. 717–719.
- (zusammen mit Marita Biess und Erasmo Dumpierre [Hrsg.]): Dokumente und Materialien der Zusammenarbeit zwischen der Sozialistischen Einheitspartei Deutschlands und der Kommunistischen Partei Kubas 1971 bis 1977. Dietz, Berlin 1979.
- Sozialistisches Kuba an der Schwelle des dritten Jahrzehnts. – In: Einheit 34, Heft 1 (1979), S. 84–90.
- Nikaragua – ein Hort des Fortschritts in Mittelamerika. – In: Einheit 39, Heft 7 (1984), S. 649–654.
- Hände weg von Nikaragua! – In: Einheit 40, Heft 7 (1985), S. 588–590.
- Praktische Solidarität. Zum 25. Jahrestag: Erinnerungen an die ersten Jahre der sandinistischen Volksrevolution in Nikaragua. – In: Junge Welt, 17. Juli 2004.